# Yahia Beni Guecha
Yahia Beni Guecha è un comune dell'Algeria, situato nella provincia di Mila.